# Liste der zerstörten Synagogen in den vom Deutschen Reich 1938 bis 1945 besetzten Gebieten
Die Liste der zerstörten Synagogen in den vom Deutschen Reich 1938 bis 1945 besetzten Gebieten soll einen vollständigen Überblick geben über die Zerstörung von Synagogen in den vom Deutschen Reich besetzten Gebieten. Nur wenige der zerstörten Sakralbauten wurden bislang rekonstruiert.

## Liste der zerstörten Synagogen (unvollständig)

### Frankreich
1. Synagoge (Biesheim), 1940 als Lager entweiht, 1945 durch Kriegshandlungen zerstört
2. Synagoge (Bionville-sur-Nied), von den deutschen Besatzern zerstört
3. Alte Synagoge Bischheim (Bas-Rhin), 1940 geplündert, 1944 durch Kriegshandlungen zerstört
4. Alte Synagoge (Bischwiller), 1940 von den deutschen Besatzern zerstört
5. Synagoge (Brumath), 1940 zweckentfremdet und später kriegsbedingt schwer beschädigt
6. Synagoge (Château-Salins), 1942 von den deutschen Besatzern zerstört
7. Alte Synagoge (Dieuze), von den deutschen Besatzern zerstört
8. Alte Synagoge (Épinal), 1940 von den deutschen Besatzern zerstört
9. Alte Synagoge (Erstein), 1941 von den deutschen Besatzern zerstört
10. Alte Synagoge (Faulquemont), von den deutschen Besatzern zerstört
11. Synagoge (Grussenheim), 1940 von den deutschen Besatzern zerstört
12. Synagoge Hatten (Bas-Rhin), Gebäude 1945 durch Kriegshandlungen zerstört
13. Synagoge (Hattstatt), 1940 durch Bombentreffer zerstört
14. Synagoge (Ingwiller), 1940 von Nationalsozialisten geplündert und demoliert. Nach dem Krieg restauriert.
15. Synagoge (Itterswiller), durch Kriegshandlungen teilweise zerstört
16. Synagoge (Kuttolsheim), von den deutschen Besatzern zerstört
17. Synagoge (Lauterbourg), 1940 durch Beschuss niedergebrannt
18. Alte Synagoge (Lingolsheim), durch Kriegshandlungen zerstört
19. Synagoge (Marmoutier), von den deutschen Besatzern wurde die Inneneinrichtung zerstört
20. Synagoge (Mertzwiller), während der letzten Kriegstage wurde das Synagogengebäude zerstört
21. Synagoge (Metz), von den deutschen Besatzern wurde die Inneneinrichtung zerstört
22. Synagoge Morhange, 1942 von den deutschen Besatzern zerstört
23. Synagoge (Niederroedern), 1945 durch amerikanische Fliegerbomben zerstört
24. Synagoge (Offendorf), 1940 von den deutschen Besatzern ausgeraubt und zerstört
25. Synagoge (Puttelange-aux-Lacs), 1942 von den deutschen Besatzern zerstört
26. Alte Synagoge (Sainte-Marie-aux-Mines), im Zweiten Weltkrieg zerstört
27. Synagoge (Schirrhoffen), 1945 durch Kriegshandlungen abgebrannt
28. Alte Synagoge (Straßburg), 1940 geplündert und in Brand gesetzt, 1941 von den deutschen Besatzern abgerissen
29. Alte Synagoge (Thionville), 1940 von den deutschen Besatzern zerstört

### Lettland
1. Große Synagoge (Jelgava) (Mitau)
2. Große Choral-Synagoge (Riga)

### Litauen

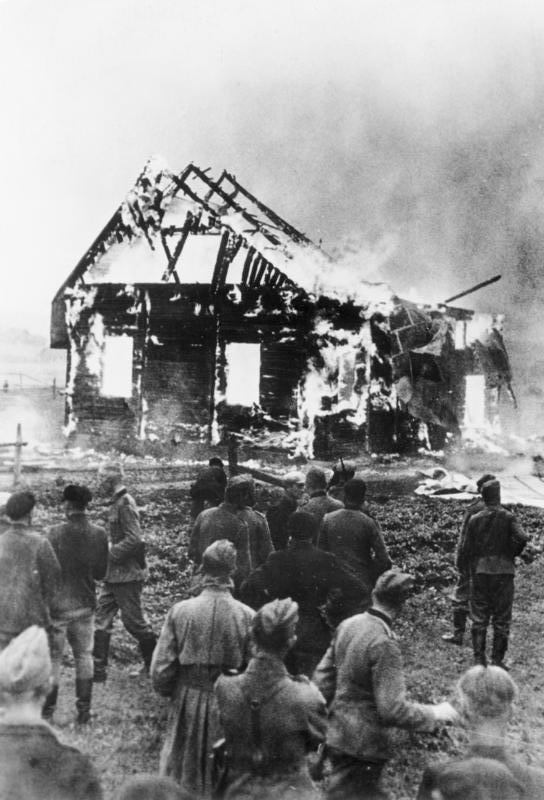
Brennende Synagoge in Litauen (Juni 1941)

1. Synagoge (Jurbarkas)
2. Synagoge (Klaipėda)
3. Synagoge (Rusnė) (Ruß)
4. Choral-Synagoge (Šiauliai)
5. Synagoge (Šilutė) (Heydekrug)
6. Synagoge (Valkininkai)
7. Synagoge (Vilkaviškis)
8. Große Synagoge Vilnius

### Luxemburg
1. Alte Synagoge (Esch an der Alzette), 1941 von den deutschen Besatzern zerstört
2. Alte Synagoge (Luxemburg), 1943 von den deutschen Besatzern zerstört

### Polen
1. Synagoge (Andrychów)
2. Große Synagoge (Auschwitz)
3. Synagoge (Będzin)
4. Synagoge (Bełchatów)
5. Synagoge (Biala)
6. Choral-Synagoge (Białystok)
7. Große Synagoge (Białystok)
8. Ner-Tamid-Synagoge (Białystok)
9. Synagoge Bielitz
10. Synagoge (Biłgoraj)
11. Synagoge (Brodnica)
12. Synagoge (Brzeziny)
13. Synagoge (Buk), während der deutschen Besatzung im Zweiten Weltkrieg wurde die Inneneinrichtung zerstört
14. Große Synagoge (Bydgoszcz), 1939 nach der Besetzung Polens zerstört
15. Synagoge Chełmno (Weichsel), von den deutschen Besatzern zerstört
16. Synagoge (Chełmża)
17. Synagoge (Chodzież)
18. Synagoge (Chojnice)
19. Synagoge (Chorzów), 1939 von den deutschen Besatzern zerstört
20. Synagoge (Ciepielów), während der deutschen Besatzung im Zweiten Weltkrieg wurde die Inneneinrichtung zerstört
21. Große Synagoge (Chrzanów)
22. Synagoge (Czarnków)
23. Synagoge (Czeladź)
24. Neue Synagoge (Częstochowa)
25. Synagoge (Dukla)
26. Synagoge (Dynów)
27. Synagoge (Działdowo) während der deutschen Besatzung im Zweiten Weltkrieg wurde die Inneneinrichtung zerstört
28. Synagoge (Gąbin)
29. Synagoge (Gniezno)
30. Synagoge (Goniądz)
31. Synagoge (Gostyń), im Krieg zerstört
32. Synagoge (Graudenz), 1940 zerstört
33. Synagoge (Grodzisk Wielkopolski), 1940 zerstört
34. Synagoge (Inowłódz), während der deutschen Besatzung im Zweiten Weltkrieg wurde die Inneneinrichtung zerstört
35. Synagoge (Janów Sokólski)
36. Synagoge (Jarocin), während der deutschen Besatzung im Zweiten Weltkrieg wurde die Inneneinrichtung zerstört
37. Synagoge (Józefów), während der deutschen Besatzung im Zweiten Weltkrieg wurde die Inneneinrichtung zerstört
38. Große Synagoge (Kalisz)
39. Neue Synagoge (Kalisz)
40. Synagoge (Kartuzy), 1939 zerstört
41. Große Synagoge (Katowice)
42. Synagoge (Kcynia)
43. Synagoge (Koło)
44. Synagoge (Końskie)
45. Synagoge (Kórnik)
46. Synagoge (Krasnobród)
47. Synagoge (Krotoszyn)
48. Große Synagoge (Krynki)
49. Synagoge (Kutno)
50. Synagoge (Łabiszyn)
51. Alte Synagoge (Lipno)
52. Neue Synagoge (Lipno)
53. Synagoge (Lipsko)
54. Große Synagoge (Łomża)
55. Synagoge (Lubawa)
56. Lublin, Synagoge (Wieniawa)
57. Synagoge (Mielec)
58. Synagoge (Mikołów), während der deutschen Besatzung im Zweiten Weltkrieg wurde die Inneneinrichtung zerstört
59. Synagoge (Mikstat)
60. Synagoge (Murowana Goślina)
61. Neue Synagoge (Mysłowice)
62. Synagoge (Nowe Miasto nad Pilicą)
63. Synagoge (Opatów)
64. Synagoge (Pilica)
65. Synagoge (Przedbórz)
66. Synagoge (Przeworsk)
67. Synagoge (Połaniec)
68. Synagoge (Praszka), im Krieg teilweise zerstört
69. Synagoge (Radom)
70. Synagoge (Raków)
71. Synagoge (Rawicz)
72. Synagoge (Ruda Śląska)
73. Synagoge (Rybnik)
74. Große Synagoge (Stawiski)
75. Alte Synagoge (Tarnów)
76. Neue Synagoge (Tarnów)
77. Synagoge (Tarnowskie Góry)
78. Synagoge (Tomaszów Lubelski)
79. Synagoge (Turek), von den deutschen Besatzern verwüstet und nach dem Zweiten Weltkrieg zu einem Kaufhaus umgebaut
80. Synagoge (Suchowola)
81. Synagoge (Ustroń)
82. Synagoge (Wejherowo)
83. Synagoge (Więcbork)
84. Synagoge (Wieruszów)
85. Synagoge (Włocławek)
86. Synagoge (Września)
87. Neue Synagoge (Wysokie Mazowieckie)
88. Synagoge (Zabłudów)
89. Synagoge (Zakopane)

### Tschechoslowakei
1. Synagoge (Ústí nad Labem) (Aussig)
2. Synagoge (Bohumín), von den deutschen Besatzern im Zweiten Weltkrieg zerstört
3. Große Synagoge (Brünn)
4. Synagoge (Budweis)
5. Synagoge (Česká Lípa)
6. Synagoge (Cheb)
7. Synagoge (Chomutov), beim Novemberpogrom 1938 zerstört
8. Synagoge (Franzensbad)
9. Synagoge (Frýdek)
10. Synagoge (Humpolec), von den deutschen Besatzern wurde die Inneneinrichtung zerstört
11. Synagoge (Jablonec nad Nisou)
12. Synagoge (Jemnice)
13. Synagoge (Jihlava)
14. Synagoge (Jiřice u Miroslavi), in den letzten Kriegstagen zerstört
15. Synagoge (Kadaň), beim Novemberpogrom 1938 zerstört
16. Synagoge (Karlsbad)
17. Synagoge (Krnov), von den deutschen Besatzern wurde die Inneneinrichtung zerstört
18. Synagoge (Kroměříž), 1942 von den deutschen Besatzern zerstört
19. Synagoge (Kynšperk nad Ohří), beim Novemberpogrom 1938 zerstört
20. Alte Synagoge (Liberec)
21. Synagoge (Lovosice), von den deutschen Besatzern wurde die Inneneinrichtung zerstört
22. Synagoge (Luka u Verušicek), von den deutschen Besatzern wurde die Inneneinrichtung zerstört
23. Synagoge (Marienbad), beim Novemberpogrom 1938 zerstört
24. Synagoge (Stříbro), von den deutschen Besatzern wurde die Inneneinrichtung zerstört
25. Synagoge Most (Tschechien)
26. Synagoge (Nýřany), beim Novemberpogrom 1938 zerstört
27. Synagoge Olmütz
28. Synagoge (Opava)
29. Synagoge (Orlová)
30. Synagoge (Ostrava), von den deutschen Besatzern im Zweiten Weltkrieg zerstört
31. Synagoge (Přívoz)
32. Synagoge (Sokolov)
33. Synagoge (Teplice)
34. Synagoge (Trutnov), beim Novemberpogrom 1938 zerstört
35. Synagoge (Úsov), von den deutschen Besatzern wurde die Inneneinrichtung zerstört
36. Synagoge Vítkovice
37. Synagoge (Znojmo)

### Ukraine
1. Große Synagoge (Bar)
2. Große Synagoge (Bels)
3. Synagoge (Beresdiwzi)
4. Synagoge (Bilohirsk)
5. Synagoge (Chodoriw)
6. Alte Synagoge (Chyriw)
7. Synagoge (Dolyna, Ternopil)
8. Synagoge (Hwisdez)
9. Synagoge (Jaryschiw)
10. Synagoge (Jaslowez)
11. Synagoge (Kamjanka-Buska)
12. Große Synagoge (Kremenez)
13. Beit Chasidim Synagoge (Lemberg)
14. Goldene-Rosen-Synagoge (Lemberg)
15. Große Vorstadt-Synagoge (Lemberg)
16. Tempel-Synagoge (Lemberg)
17. Große Synagoge (Leschniw)
18. Synagoge (Lukiw)
19. BaH-Synagoge (Medschybisch)
20. Synagoge (Mynkiwzi)
21. Große Synagoge (Olyka)
22. Synagoge (Pawliwka)
23. Synagoge (Pohrebyschtsche)
24. Große Synagoge (Schwanez)
25. Synagoge (Schydatschiw)
26. Synagoge (Skeliwka)
27. Synagoge (Smotrytsch)
28. Große Synagoge (Starokostjantyniw)
29. Alte Synagoge (Ternopil)
30. Synagoge (Torhowyzja)
31. Große Synagoge (Wolodymyr)

### Weißrussland
1. Synagoge (Bjarosa)
2. Synagoge (Dawyd-Haradok)
3. Synagoge (Druja)
4. Synagoge (Dsjaretschyn)
5. Synagoge (Homel)
6. Synagoge (Hrodna)
7. Synagoge (Lunna-Wola)
8. Synagoge (Mszislau)
9. Große Synagoge (Nawahrudak)
10. Große Synagoge (Njaswisch)
11. Synagoge (Peski)
12. Große Synagoge (Pinsk)
13. Synagoge (Sapozkin)
14. Synagoge (Selwa)
15. Synagoge (Skidel)
16. Synagoge (Wilejka)
17. Synagoge (Wischnewa)